# Codocyt

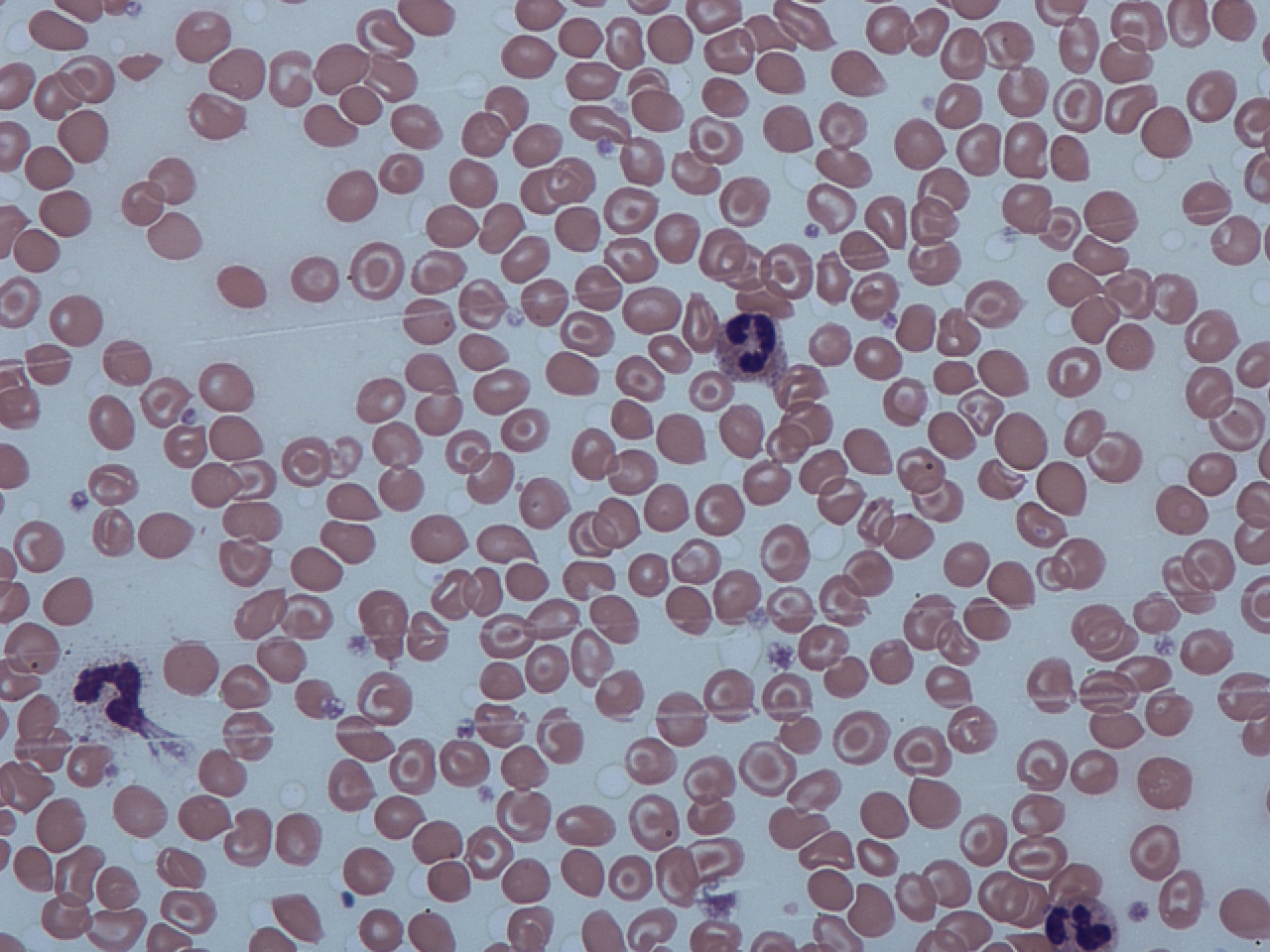
Codocyten in menselijk bloed (Giemsa-kleuring)

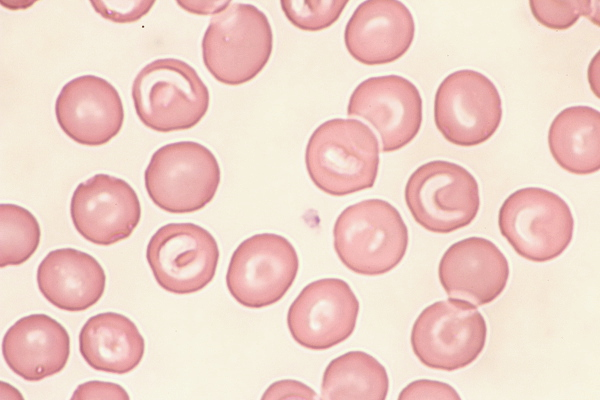
Leptocyten

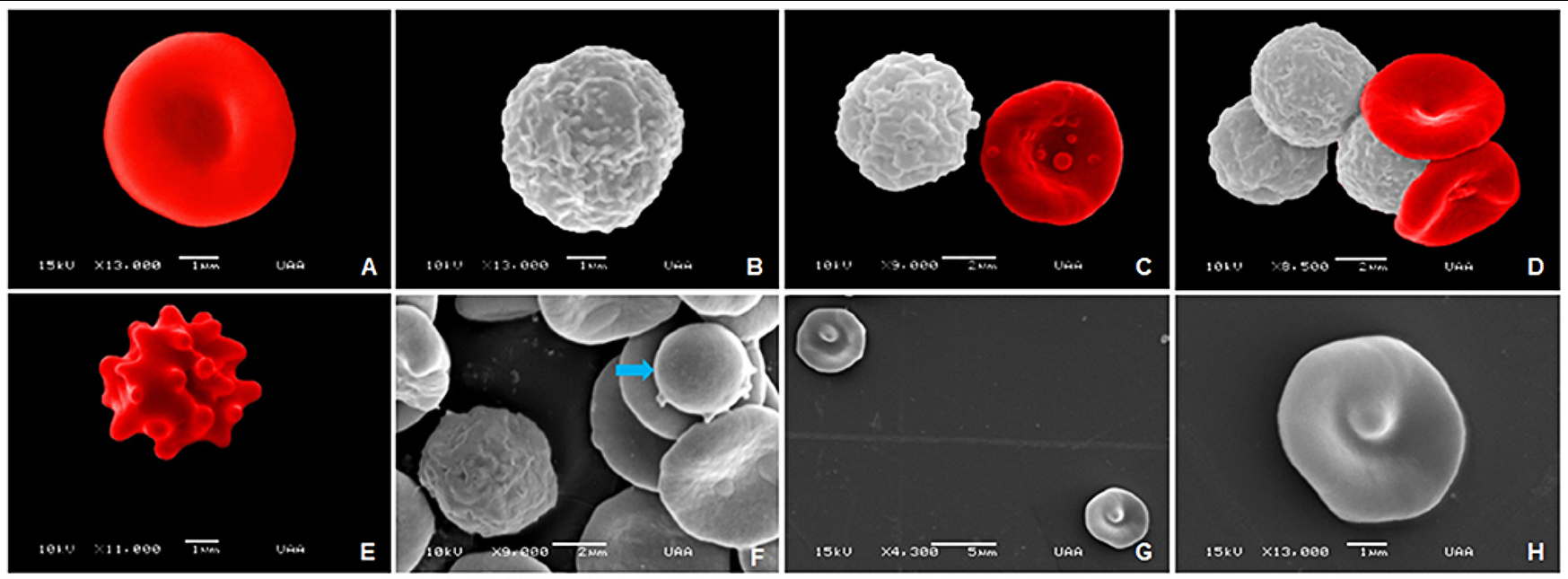
G en H codocyten

Codocyten, ook wel schietschijfcellen (engels:target cells) genoemd, zijn rode bloedcellen die lijken op een schietschijf met een roos. Bij lichtmicroscopie lijken deze cellen een donker centrum te hebben (een centraal, gehemoglobiniseerd gebied) omgeven door een witte ring (een gebied met relatieve bleekheid), gevolgd door een donkere buitenste (perifere) tweede ring met een band van hemoglobine. Bij elektronenmicroscopie lijken ze echter erg dun en klokvormig (vandaar de naam codo-: bel). Bij routinematige uitstrijkmorfologie maken sommige mensen graag een onderscheid tussen leptocyten en codocyten, wat suggereert dat bij leptocyten de centrale vlek niet volledig los is van de perifere ring, d.w.z. de bleekheid is in een C-vorm in plaats van een volledige ring.
De cellen worden gekenmerkt door een onevenredige toename van de verhouding tussen het oppervlaktemembraan en het volume. Dit wordt een ‘relatief membraanoverschot’ genoemd. Dit komt doordat het oppervlak van de rode bloedcellen groter wordt (toename ten opzichte van het normale oppervlak) of doordat het intracellulaire hemoglobinegehalte afneemt. Dit kan op zijn beurt een abnormale afname van het celvolume veroorzaken zonder dat de grootte van het membraanoppervlak wordt beïnvloed. De toename van de oppervlakte-volumeverhouding zorgt ervoor dat de cel minder osmotische kwetsbaarheid heeft, omdat de cel meer water kan opnemen bij een bepaalde hoeveelheid osmotische stress.
Wanneer de cellen op een uitstrijkje worden platgedrukt, wordt de bovenkant van de klok naar het midden geduwd, waardoor een roos ontstaat met een relatief hoge hoeveelheid hemoglobine. In een uitstrijkje lijken deze cellen dunner dan normaal, voornamelijk vanwege hun bleekheid, op basis van de beoordeling van de dikte met behulp van een microscoop.

## Symptomen
Een toename van codocyten is het gevolg van een verschuiving in de balans tussen rode bloedcellen en cholesterol. Ook de verhouding tussen het membraanoppervlak en het volume neemt toe. Codocyten zijn resistenter tegen osmotische lyse, wat vooral bij honden voorkomt. Hypochrome cellen bij ijzergebreksanemie lijken ook op een codocyt. Codocyten zijn uitzonderlijk resistent tegen zoutoplossing.

## Aandoeningen
Codocyten kunnen voorkomen bij de volgende aandoeningen:
- Leverziekte: de lecithine-cholesterol-acyltransferase activiteit kan verminderd zijn bij obstructie in de bloedsomloop van de lever.. Verminderde enzymatische activiteit verhoogt de cholesterol-fosfolipidenverhouding, wat leidt tot een absolute toename van het oppervlak van de rode bloedcelmembranen of kan leiden tot een verhoogde vloeibaarheid van het rode bloedcelmembraan.
- Alfa-thalassemie en bèta-thalassemie[3]
- Hemoglobine C-ziekte (HbC)
- IJzergebreksanemie
- Na splenectomie: Een belangrijke functie van de milt is het opruimen van geopsoniseerde, vervormde en beschadigde rode bloedcellen door miltmacrofagen. Als de miltmacrofaagfunctie abnormaal is of afwezig is vanwege splenectomie, worden veranderde rode bloedcellen niet efficiënt uit de bloedsomloop verwijderd. Daarom kunnen er verhoogde aantallen codocyten worden waargenomen.
- Autosplenectomie veroorzaakt door sikkelcelanemie of asplenie bij coeliakie[4]

Bij patiënten met obstructieve leverziekte is de activiteit van lecithine-cholesterol acetyltransferase verlaagd, wat de cholesterol-fosfolipidenverhouding verhoogt en een absolute toename van het oppervlak van het rode bloedcelmembraan veroorzaakt. Daarentegen is membraanoverschot alleen relatief bij patiënten met ijzergbreksanemie en thalassemie vanwege de verminderde hoeveelheid intracellulair hemoglobine. Wanneer een celmembraan instort, wordt het statisch en stopt met pulseren. De vorming van codocyten vermindert de hoeveelheid zuurstof die door het bloed circuleert en naar alle delen van het lichaam wordt getransporteerd.